# Akiyuki Nosaka
Akiyuki Nosaka (jap. 野坂 昭如, Nosaka Akiyuki; * 10. Oktober 1930 in Kamakura; † 9. Dezember 2015 in Chiyoda) war ein japanischer Schriftsteller, Sänger, Lyriker und Politiker. Als Werbetexter für das Fernsehen benutzte er das Pseudonym Yukio Aki (阿木 由紀夫, Aki Yukio), als Chansonnier den Namen Claude Nosaka.

## Biografie
Akiyuki Nosaka wurde 1930 in Kamakura als Sohn von Sukeyuki Nosaka, dem damaligen Vize-Gouverneur der Präfektur Niigata, geboren. Da seine Mutter bei der Geburt starb, wurde Akiyuki zusammen mit seinen Schwestern von einem Ehepaar aus Kōbe adoptiert.
Eine seiner Schwestern starb in seiner Jugend durch eine Krankheit, sein Adoptivvater wurde durch einen amerikanischen Bombenangriff auf Kobe im Jahr 1945 getötet. Kurz darauf starb eine weitere Schwester durch kriegsbedingte Unterernährung. Diese traumatischen Erfahrungen verarbeitete Nosaka später in der Erzählung Das Grab der Leuchtkäfer.
Als Nosaka 1945 durch diese Schicksalsschläge Kriegswaise wurde, trieb er sich noch zwei Jahre lang umher, bis er wegen eines Diebstahls in eine Erziehungsanstalt kam. Ab 1948 besuchte er wieder die Schule und fand schließlich seinen leiblichen Vater. Ein Studium brach er ab, wurde Sänger, Zeitschriftenkolumnist, Werbetexter und nahm verschiedene Gelegenheitsarbeiten an.
Erst 1963 bekam er breite Anerkennung durch die Veröffentlichung des Romans Japanische Freuden. Dieser wurde 1966 von Shōhei Imamura verfilmt mit dem deutschen Verleihtitel Einführung in die Menschenkunde.
Sein Werk Das Grab der Leuchtkäfer wurde zusammen mit Algen aus Amerika, die beide 1967 im Literaturmagazin All Yomimono erschienen, mit dem renommierten Naoki-Preis ausgezeichnet. Im Jahre 1988 erfolgte die Umsetzung als Anime-Film unter dem deutschen Titel Die letzten Glühwürmchen.
Akiyuki Nosaka wurde bei der Sangiin-Wahl 1983 als Unabhängiger in das Oberhaus des japanischen Parlaments (Kokkai) gewählt, trat aber zur nächsten, anlässlich der erstinstanzlichen Verurteilung von Tanaka Kakuei im Lockheed-Skandal angesetzten Neuwahl im Dezember des gleichen Jahres nicht mehr an.

## Werke (Auswahl)
- エロ事師たち, Erogotoshi-tachi, 1963
  - dt.: Japanische Freuden. Aus dem Englischen von N. Wölfl. Droemer 1974. ISBN 3-426-08994-7
- アメリカひじき, Amerika Hijiki (Algen in Amerika) und 火垂るの墓 Hotaru no Haka (beide 1967)
  - dt. in: Das Grab der Leuchtkäfer. Aus dem Japanischen von Irmela Hijiya-Kirschnereit. Rowohlt 1990. ISBN 3-499-13109-9.
- 家庭編, Kateihen (Die Familie). Erzählung aus 東京小説, Tōkyō shōsetsu (Geschichten aus Tōkyō). Kōdansha, Tōkyo 1990
  - dt. Geschichten aus Tōkyō: Die Familie. Aus dem Japanischen von Janett Blesch. In: Hefte für Ostasiatische Literatur, Nr. 72, Mai 2022, S. 79–93. Iudicium, München 2022. ISBN 978-3-86205-704-7